# Republic Pictures
Republic Pictures war eine US-amerikanische Independent-Film-Produktionsgesellschaft. Sie wurde am 29. März 1935 von Herbert Yates gegründet; sie entstand aus einem Zusammenschluss von Mascot Pictures Corporation, Monogram Pictures, Liberty Pictures, Chesterfield Pictures und Invincible Pictures. 
Unter den kleinen Filmstudios in Hollywood war Republic eines der langlebigsten und erfolgreichsten. In der Mehrzahl wurden abenteuerliche Stoffe, darunter zahlreiche Western produziert. Oft handelte es sich um kostengünstig produzierte B-Filme, allerdings wurden bei Republic auch einige Filme gedreht, die Teil der Filmgeschichte wurden. So produzierten sie viele Filme von John Ford mit und arbeiteten mit Regisseuren wie Orson Welles (Macbeth – Der Königsmörder), Fritz Lang (Das Todeshaus am Fluß) und Nicholas Ray (Johnny Guitar – Wenn Frauen hassen) zusammen. Das Unternehmen fiel 1959 an den Industriellen Victor M. Carter, der die Filmproduktion einstellte.
Das Studio Sound Department (Republic SSD) wurde 1936 mit dem Film 1,000 Dollars a Minute für einen Oscar in der Kategorie Bester Ton nominiert. Außerdem war der dem Studio Music Department (Republic SMD) zugehörige Alberto Colombo 1938 in der Kategorie Beste Filmmusik für den Film Portia on Trial nominiert.

## Filme (Auswahl)
- 1935: 1,000 Dollars a Minute
- 1936: Undersea Kingdom (Unga Khan – der Herr von Atlantis)
- 1937: Hit the Saddle
- 1937: Manhattan Merry-Go-Round
- 1938: Storm Over Bengal
- 1938: Under Western Stars
- 1939: Rache für Alamo (Man of Conquest)
- 1941: Adventures of Captain Marvel
- 1941: Ice-Capades
- 1941: The Devil Pays Off
- 1943: Hit Parade of 1943
- 1946: The Catman of Paris
- 1946: The Mysterious Mr. Valentine
- 1948: Erbe des Henkers (Moonrise)
- 1948: Macbeth – Der Königsmörder (Macbeth)
- 1949: Überfall auf Expreß 44 (The Last Bandit)
- 1950: Das Todeshaus am Fluß (House by the River)
- 1952: Der Sieger (The Quiet Man)
- 1955: Johnny Guitar – Wenn Frauen hassen (Johnny Guitar)
- 1956: Duell am Apachenpaß (Thunder Over Arizona)
- 1956: Geheimzentrale Lissabon